# Indiumgalliumnitrid
Indiumgalliumnitrid (InGaN, InxGa1-xN) ist ein III-V-Halbleiter, welcher aus den beiden Grundsubstanzen Galliumnitrid und Indiumnitrid gebildet ist. Anwendung dieses Werkstoffes liegen insbesondere in der Optoelektronik zur Realisierung von blauen, violetten und grünen Leuchtdioden und von blau-violetten Laserdioden, welche im Bereich optischer Speichermedien wie der Blu-ray Disc eingesetzt werden. Es sind auch grüne Laserdioden auf InGaN-Basis verfügbar. Diese sind, kombiniert mit blauen und roten Laserdioden, interessant für zukünftige Displaytechnologien, da mit dem emittierten Grün (ca. 515 nm) eine größere Fläche im CIE-Normvalenzsystem eingeschlossen wird als es bisher der Fall war.
Durch das wählbare Verhältnis von Galliumnitrid zu Indiumnitrid kann die Bandlücke, und damit die emittierte Farbe, im Rahmen des Herstellungsprozesses im Bereich von 0,7 eV bis 3,37 eV gewählt werden. Bei einem Verhältnis von 2 % Indiumnitrid und 98 % Galliumnitrid ergibt sich ein Bandabstand, der für eine Emission im nahen Ultraviolett sorgt, bei 20 % Indiumnitrid und 80 % Galliumnitrid entsteht dagegen eine blau-violette Strahlung mit einer Wellenlänge von 420 nm. Bei einem Verhältnis von 30 % / 70 % ergibt sich eine Strahlung mit 440 nm, was einer blauen Farbe entspricht.
Weitere Anwendung dieses Halbleiters liegen im Bereich von Solarzellen. Dabei werden übereinander zwei Schichten von InGaN mit unterschiedlichen Mischungsverhältnissen aufgebracht, was aufgrund der relativen großen Störstellentoleranz des Werkstoffes möglich ist. Die beiden Schichten weisen unterschiedliche Bandabstände mit 1,1 eV und mit 1,7 eV auf. Der Vorteil besteht darin, dass damit spektral ein größerer Bereich des Sonnenlichts energetisch genutzt werden kann. Der theoretisch maximale Wirkungsgrad (Shockley-Queisser-Grenze) dieser Solarzellen liegt bei 50 %.